# Gedikpınar, Güroymak
Gedikpınar là một xã thuộc huyện Güroymak, tỉnh Bitlis, Thổ Nhĩ Kỳ. Dân số thời điểm năm 2011 là 376 người.